# Mo (Hordaland)
Mo is een dorp uit de gemeente Modalen, Vestland, Noorwegen.